# Hippocrepis brevipetala
Hippocrepis brevipetala là một loài thực vật có hoa trong họ Đậu. Loài này được (Murb.) E.Dominguez miêu tả khoa học đầu tiên.